# Génération.s
 Génération.s (sigla G·s), precedentemente noto come Mouvement du 1er juillet (it. "Movimento del 1º luglio"), è un partito politico francese fondato nel 2017 da Benoît Hamon.

## Storia

### Da M1717 a Génération.s
Il 1º luglio 2017 Benoît Hamon, uscito sconfitto dalle elezioni presidenziali, abbandonò il Partito Socialista per fondare un nuovo movimento politico, chiamato provvisoriamente "Movimento del 1º luglio" (abbreviato M1717, dal giorno e ora della sua creazione). L'obiettivo di Hamon era rifondare il campo della sinistra francese, costituendo un nuovo soggetto politico che andasse oltre il sistema dei partiti tradizionali. Nel manifesto del movimento comparivano cinque temi: "far sentire la voce dei francesi", "sviluppo moderato", "mettere il lavoro al servizio dell'uomo", "a-mercificazione del mondo" e "costruire l'Europa per costruire la pace". M1717 iniziò a battersi per alcune questioni trascurate dal Partito Socialista, a cominciare dall'istituzione del reddito di base. Il 23 settembre il movimento prese parte alla marcia contro il "colpo di Stato sociale", organizzata dalla France Insoumise. Il 2 dicembre 2017 si tenne a Le Mans il congresso fondativo in cui M1717 cambiò il proprio nome in "Génération.s, le mouvement".
Dal 30 giugno al 1º luglio 2018 a Grenoble ebbe luogo la prima convenzione del movimento, con l'approvazione dello statuto e l'introduzione di una quota associativa. Il consigliere regionale dell'Île-de-France Claire Monod e l'europarlamentare Guillaume Balas furono nominati coordinatori nazionali. Il 2 settembre Hamon annunciò il lancio di un tour in Francia e in Europa, al termine del quale sarebbe stata svelata la lista dei candidati di Génération.s per le elezioni europee del 2019.

### Elezioni europee
In vista delle elezioni europee 2019 Génération.s aderì alla lista transnazionale Primavera Europea, lanciata da DiEM25 dell'ex ministro delle Finanze greco Gianīs Varoufakīs. La lista ottenne il 3,27% dei voti, senza eleggere alcun deputato.

### Elezioni del 2022
Alle presidenziali del 2022 il partito apporta il suo sostegno al candidato ecologista Yannick Jadot. In vista delle legislative di giugno, Génération.s aderisce alla coalizione della NUPES: al partito saranno concessi nove collegi. Risulteranno poi eletti quattro membri del partito.

## Ideologia
Génération.s nasce in una fase politica contraddistinta dall'insofferenza nei confronti dei partiti tradizionali. "Alla nuova generazione, con la trasformazione del modo di comunicare, la forma del partito politico (gerarchica e disciplinata) non è più adatta" afferma Florence Haegel, direttore del centro studi europei e di politica comparata a SciencesPo. Una tendenza registrata non solo in Francia con La République En Marche e La France Insoumise, ma anche in Europa con esempi quali il Movimento 5 Stelle italiano e Podemos spagnolo.

## Leader
- Benoît Hamon (1º luglio 2017 - in carica)

## Risultati elettorali
| Elezione     | Voti    | %    | Seggi  |
| ------------ | ------- | ---- | ------ |
| Europee 2019 | 741.772 | 3,27 | 0 / 79 |